# Gabriel Malglaive
Pour les articles homonymes, voir Malglaive.
Gabriel Malglaive est un militant collaborationniste sous l'Occupation et un propagandiste antisémite.

## Un proche de Xavier Vallat au CGQJ
C'est un proche de Xavier Vallat qui le fait venir au Commissariat général aux questions juives.
Xavier Vallat crée à la fin de 1941 ou au début de 1942, le service de propagande du Commissariat général aux questions juives. Mais la réalisation du projet, confiée à Gabriel Malglaive, ne se concrétise qu'après le départ de Vallat du Commissariat.

## Auteur d'un pamphlet antisémite
Gabriel Malglaive publie, en mars 1942, Juif ou Français, aperçus sur la question juive aux éditions C.P.R.N. (Centres de propagande de la Révolution nationale). Xavier Vallat en rédige la préface.
Qualifié d'« odieux pamphlet » par François Bédarida, l'ouvrage, sur un ton qui parait au premier abord assez modéré et affichant une objectivité de façade, affirme que le juif est un étranger inassimilable : « Veut-on démonter que le Juif n'est pas Français, qu'il n'est pas Allemand ?... Le Juif lui-même nous prouve surabondamment que pour vivre en France, il n'en est pas moins Juif, que vivant en Allemagne ou en Chine, il n'est ni Allemand ni Chinois ; il est reste un Juif. Rien qu'un Juif. »
Selon Pierre-André Taguieff, cette judéophobie se situe dans la tradition de l'antijudaïsme national-catholique, comme celle de Xavier Vallat.
Les Autorités d'occupation accueillent très favorablement l'ouvrage, qui connait des rééditions successives.